# 貝德吉奧河
45°59′41″N 8°54′27″E / 45.99466°N 8.90738°E

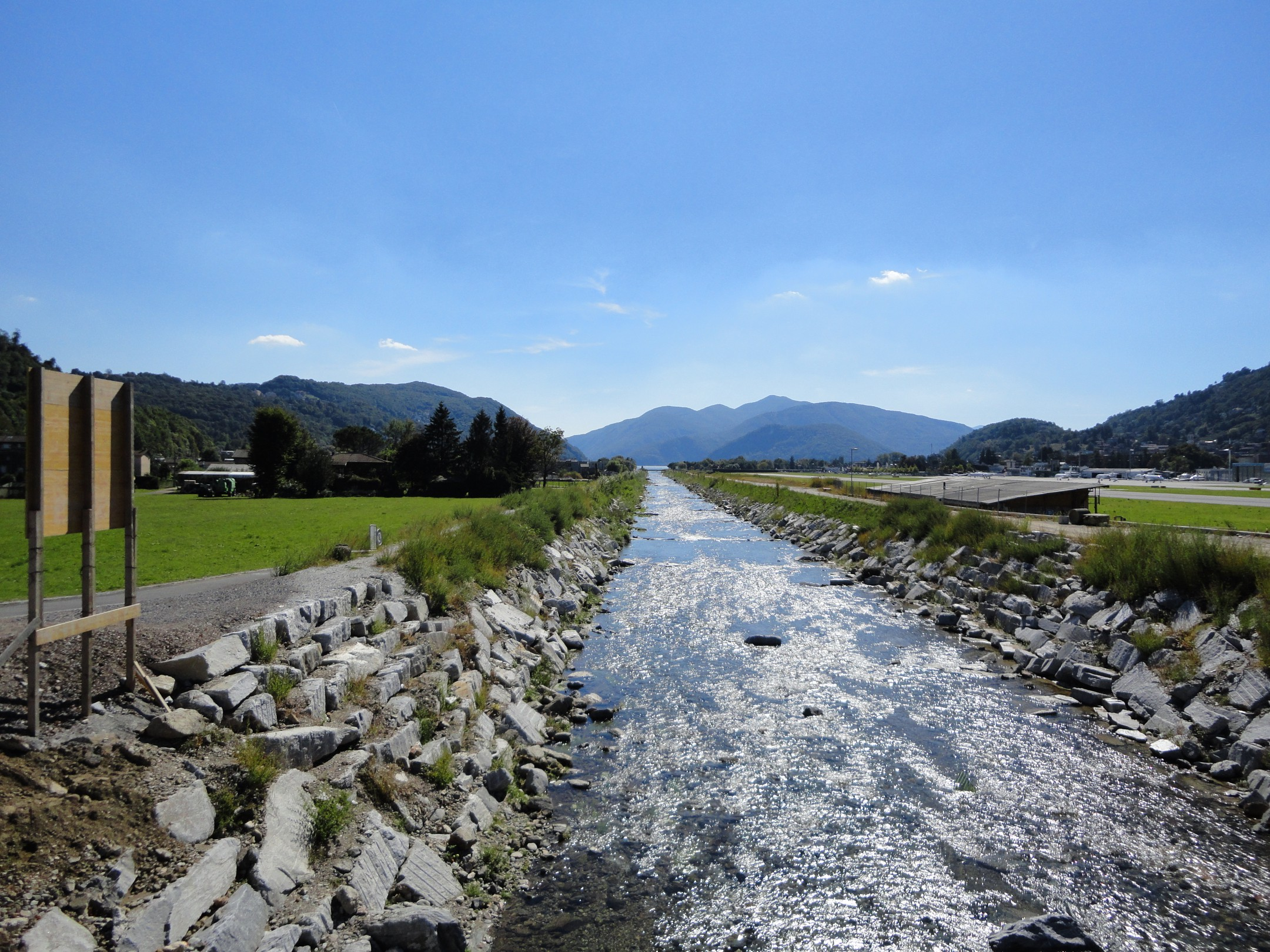

貝德吉奧河是瑞士的河流，位於該國南部，流經提契諾州，屬於特雷薩河的支流，河道全長29公里，流域面積100.2平方公里，最終在阿格諾注入盧加諾湖。